# Croce (cognome)
Croce è un cognome di lingua italiana.

## Varianti
Crocetta, Crocetti, Croci, Crociani, Crosara, Crosato, Crose, Crosetti, Crosetto, Crucetti, Cruciani, Cruciati, Crucitti, Della Croce, La Croce, Santacroce.

## Origine e diffusione
Cognome tipicamente panitaliano, è presente prevalentemente in Liguria.
Potrebbe derivare dal termine croce, ricorrente simbolo cristiano, o da alcuni toponimi.
La variante Crose è settentrionale; La Croce e Crucitti sono meridionali.

## Persone
- Benedetto Croce (1866-1952) – filosofo, storico, politico, critico letterario e scrittore italiano
- Carlo Croce (1892-1944) – militare e partigiano italiano
- Carlo Maria Croce (1944) – oncologo e professore universitario italiano